# Aeroportul Long Pasia
Aeroportul Long Pasia (IATA: GSA, ICAO: WBKN) este un aeroport din Sabah, Malaysia ce deservește zona Long Pasia⁠(d). A fost numit după zona deservită.
Situat la o altitudine de 968 m, aeroportul dispune de o singură pistă. Este operat de Malaysia Airports⁠(d).